# Vest (Enkhuizen)

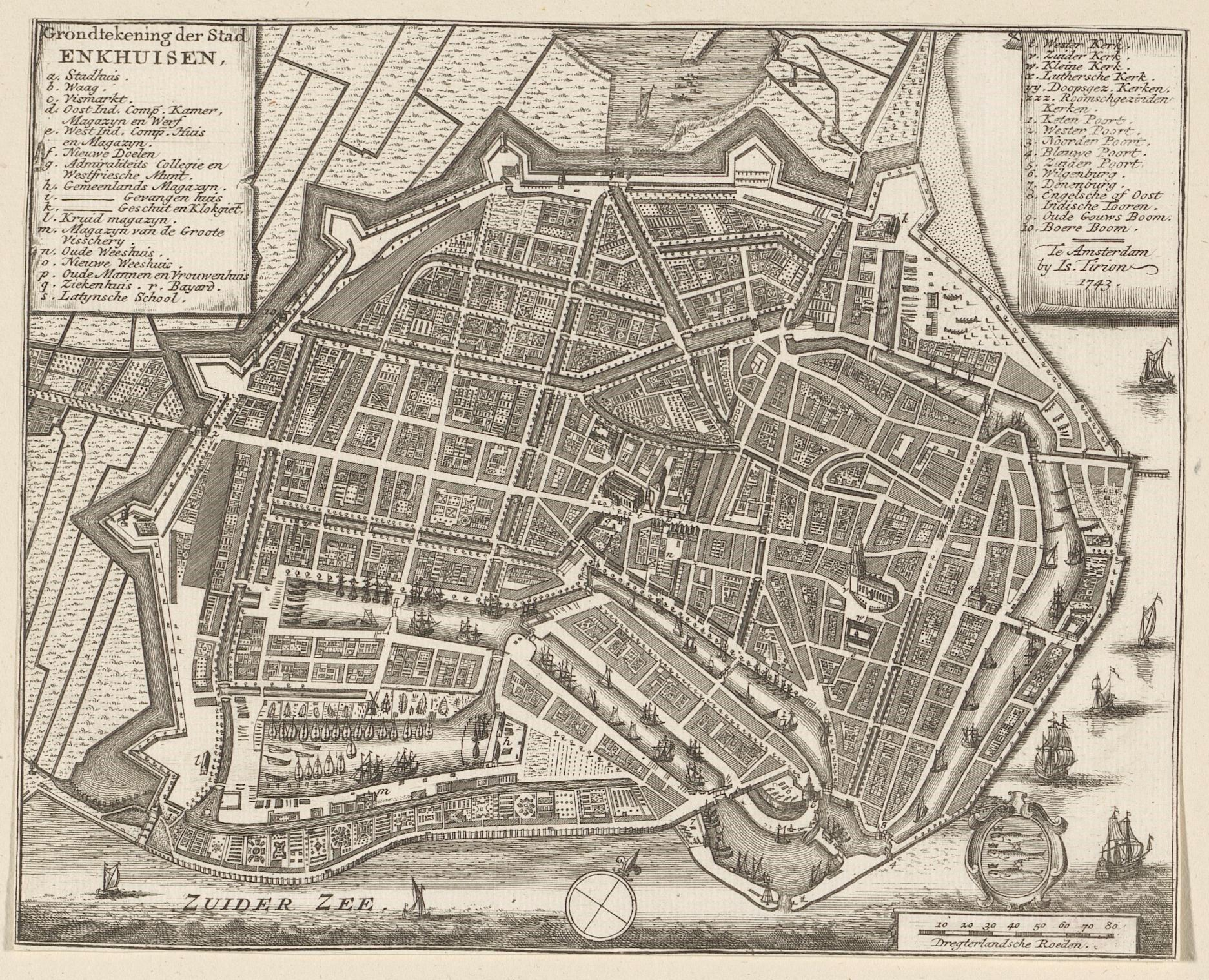
Plattegrond van Enkhuizen rond 1743, met daarop duidelijk zichtbaar de Vest aan de westzijde van de stad

De Vest is de voormalige vestingwal aan de westzijde (landzijde) van de binnenstad van de Nederlandse plaats Enkhuizen.
De vestingwerken zijn aangelegd aan het eind van de 16e eeuw, volgens het oud-Nederlandse stelsel. Dit was onderdeel van een grote stadsuitbreiding in die tijd. De bouw van de vestingwerken stond onder leiding van Adriaan Anthoniszn. De vesting telde oorspronkelijk 7 bastions.
Een groot deel van de wallen (bastions en courtines) is nog intact, en rondom is een strook (het Schootsveld) vrijgehouden van bebouwing. Na de stadsuitbreiding was er lange tijd meer dan genoeg ruimte binnen de wallen. Pas in de jaren 1950 kwam de eerste uitbreiding buiten de wallen tot stand, Plan Noord.
Ook verschillende poorten zijn nog intact:
- Boerenboom en Oude Gouwsboom (waterpoorten)
- Koepoort (landpoort aan de westzijde van de stad)

De Drommedaris, een voormalige vestingtoren en toegangspoort aan de Oude Haven, is wel een karakteristiek onderdeel van de vestingwerken, maar geen onderdeel van de vestingwal.
Voor de aanleg van de spoorlijn Zaandam - Enkhuizen aan het einde van de 19e eeuw is aan de zuidwestzijde van de stad een deel van de vestingwal verwijderd, inclusief een bastion en de naast elkaar gelegen Ketenpoort en Ketenboom (waterpoort). In dat bastion bevond zich oorspronkelijk het kruitmagazijn.
Aan de noordzijde is het oostelijkste bastion geslecht ten behoeve van de uitbreiding van de gemeentelijke begraafplaats. Daar bevond zich oorspronkelijk het Giethuis, waar geschut en klokken werden gegoten, later Marinehospitaal en begin 19e eeuw gesloopt. Iets ten westen van dat bastion bevond zich de Noorderpoort, net als de Ketenpoort een gecombineerde water- en landpoort.
De vestingwerken zijn als geheel rijksmonument (inclusief de Drommedaris).

## Bastions
Met de klok mee, met de namen van bastions II-VI:
- Bastion I: gesloopt voor de aanleg van de spoorlijn
- Bastion II (Hollandia): in gebruik voor de rooms-katholieke begraafplaats
- Bastion III (Zeelandia): onbebouwd
- Bastion IV (Friesland): onbebouwd
- Bastion V (Stad en Lande): woonhuizen
- Bastion VI (Nassau): camping De Vest
- Bastion VII: gesloopt voor uitbreiding begraafplaats

## Poorten
Met de klok mee:
- Ketenpoort en Ketenboom, gecombineerde land- en waterpoort ten zuiden van bastion I, gesloopt voor de aanleg van de spoorlijn
- Koepoort, westelijke toegangspoort in Westerstraat/Westeinde, tussen bastion II en III, bestaat nog
- Boerenboom, waterpoort tussen bastions III en IV, bestaat nog
- Oude Gouwsboom, waterpoort tussen bastions V en VI, bestaat nog
- Noorderpoort, gecombineerde land- en waterpoort ten westen van bastion VII, gesloopt